# Люйжоу хошао
Люйжо́у хоша́о (кит. 驴肉火烧, пиньинь lǘròu huǒshāo), также известное как осли́ный бу́ргер — блюдо китайской кухни. Представляет собой шаобин — лепёшку из слоёного пшеничного теста, разрезанную продольно почти надвое и набитую мелко нарубленной жареной ослятиной, которая обильно приправляется различными специями.
Традиционное кушанье ряда северных регионов Китая, прежде всего, провинции Хэбэй, где, в свою очередь, особым пристрастием к нему отличаются города Баодин и Хэцзянь. Люйжоу хошао по-баодински и по-хэцзяньски имеют некоторые различия в плане приготовления. Некоторой популярностью блюдо пользуется и за пределами северной части страны.
Происхождение люйжоу хошао окутано легендами, связанными с различными событиями китайской истории. Героями многих из них являются китайские императоры.

## Происхождение и распространение
Люйжоу хошао представляет собой один из самых древних и популярных способов приготовления и подачи ослятины, практикуемых в северной части Китая. Вообще, мясо ослов, которые тут являются традиционными тягловыми животными, занимает довольно значительное место в кухне ряда северокитайских регионов. В наибольшей степени это относится к провинции Хэбэй. Пристрастие хэбэйцев к ослятине нашло отражение в местной поговорке: «На небе — мясо дракона, на земле — мясо осла» (кит. трад. 天上龍肉，地上驢肉, упр. 天上龙肉，地上驴肉, палл. Тяньшан лунжоу, дишан люйжоу).
В западных источниках люйжоу хошао принято называть «ослиным бургером». Это связано с очевидным сходством этого северокитайского кушанья с гамбургером — тем более, что как и гамбургер, оно является прежде всего блюдом фаст-фуда.
Люйжоу хошао является старинным блюдом, история которого исчисляется столетиями. В Хэбэе существует несколько легенд о его происхождении. Как правило, родиной кушанья в них признаётся небольшой городок Цаохэ, который ныне является пригородом Баодина. Одна из легенд связывает изобретение «ослиных бургеров» с драматическими событиями Войны ради преодоления трудностей — внутридинастийного конфликта, произошедшего в период становления Империи Мин на рубеже XIV и XV веков. По одной её версии, принц Чжу Ди, который в 1399 году поднял восстание против своего племянника — императора Цзяньвэня, после первоначальных военных неудач оказался в весьма бедственном положении: из съестного в его обозе оставались только пшеничные лепёшки. Чтобы хоть как-то разнообразить рацион своего предводителя, верные Чжу Ди солдаты стали забивать своих лошадей и начинять лепёшки их мясом. После победы Чжу Ди и его восшествия на императорский престол походное блюдо его сторонников обрело широкую популярность. Однако забивать в большом количестве коней, необходимых для армии, было невозможно, так что конину пришлось заменить сходной по вкусу ослятиной.
Альтернативная версия этой легенды приписывает честь изобретения люйжоу хошао другой стороне Войны ради преодоления трудностей: согласно ей, пускать на мясо боевых коней был вынужден полководец Ли Цзинлун, направленный Цзяньвэнем для подавления восстания Чжу Ди и потерпевший тяжёлое поражение под Цаохэ. Соответственно, практика приготовления «бургеров» с кониной была перенята жителями тех мест у солдат правительственных войск. И уже три века спустя, когда императором Канси был издан указ, запрещающий забой лошадей, жители Цаохэ и его окрестностей были вынуждены заменить конину в этом блюде на ослятину.
Другая популярная легенда относит изобретение люйжоу хошао к ещё более давнему времени — эпохе Империи Сун. В ней повествуется о вражде двух купеческих артелей, действовавших в том же Цаохэ: торговцы зерном и торговцы солью оспаривали контроль над речным причалом. Верх одержали зерновики, которые в решающей «разборке» захватили имущество конкурентов, включавшее ишака. Получив, благодаря захвату причала, возможность перевозки зерна по воде, победители не нуждались во вьючном животным и, устроив на радостях пирушку, пустили его на мясо. Именно в ходе этой трапезы будто бы и возникла практика набивки ослятины в разрезанные лепёшки.
Существуют и предания, рассказывающие о популяризации люйжоу хошао за пределами его «малой родины» и о попадании его в императорскую кухню. Уже упомянутый Канси якобы нередко путешествовал по стране инкогнито, и в одном из таких путешествий посетил Цаохэ. Там он отведал лепёшку с ослятиной, которая показалась ему вкуснее многих дворцовых деликатесов. Вернувшись в Запретный город, император велел придворному повару приготовить подобное яство, но творение дворцовой кухни понравилось ему меньше, чем аутентичное хэбэйское кушанье. Поэтому Канси распорядился регулярно привозить во дворец люйжоу хошао из Цаохэ. О новом гастрономическом пристрастии императора вскоре узнали за пределами двора, и «ослиный бургер» стал модным столичным блюдом. В схожей легенде фигурирует и внук Канси — император Цяньлун. Оказавшись во время поездки по Хэбэю в Цаохэ, он якобы остановился на обед в доме местной жительницы. У женщины из еды нашлись только пшеничные лепёшки, однако, желая угодить столь высокому гостю, она начинила их мясом ишака, по счастливой случайности забитого непосредственно перед визитом императора. Впечатлённый вкусом «бургеров», Цяньлун велел готовить их во дворце, тем самым обеспечив блюду широкую известность.

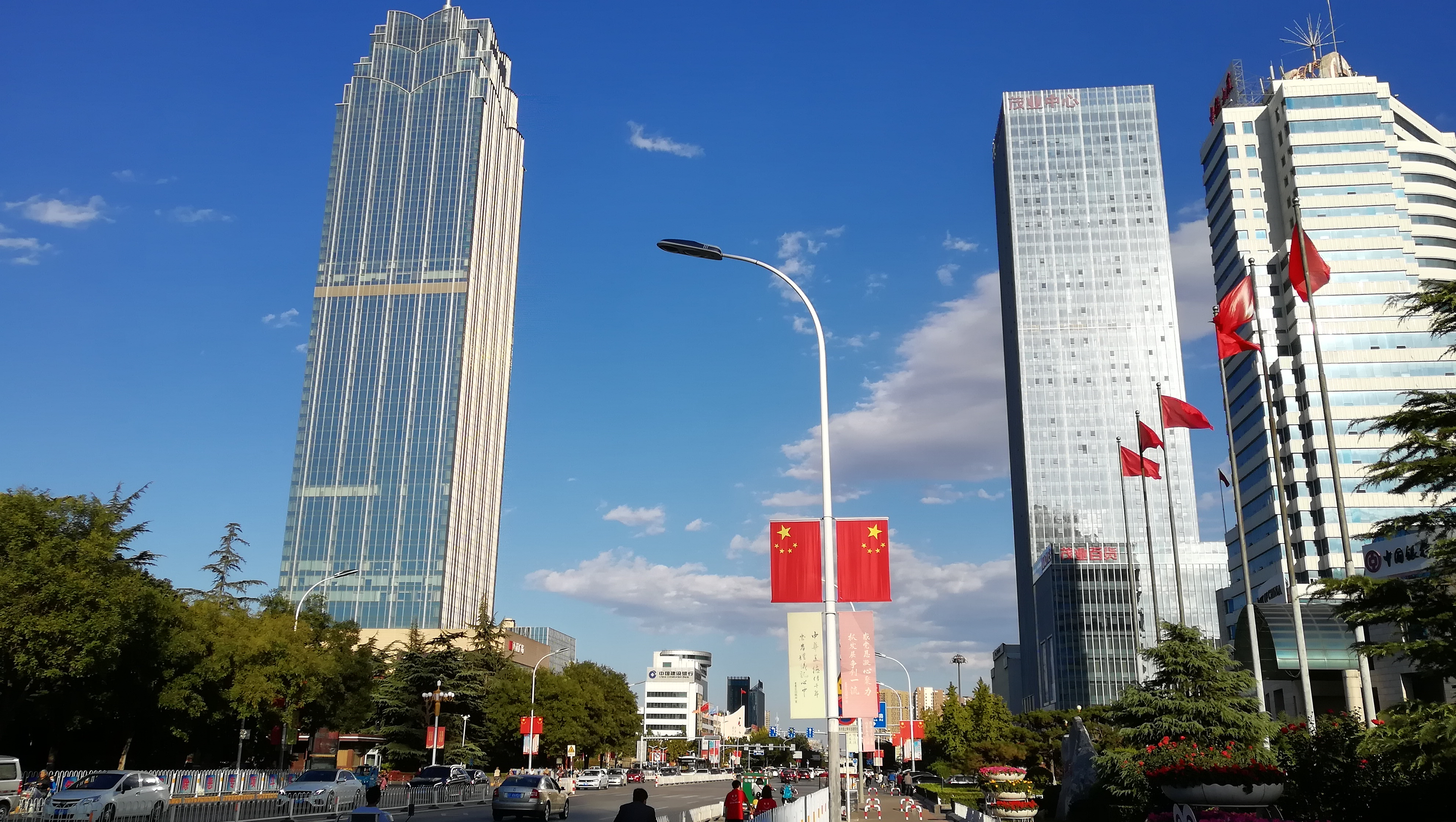
Баодин — одна из «столиц» люйжоу хошао

Существенный рост популярности люйжоу хошао произошёл уже в XX веке. В самом начале столетия в Хэбэе и других северных провинциях развитие железнодорожного сообщения снизило потребность местного населения в традиционном тягловом скоте. Это вызвало массовый забой ишаков на мясо, что, в свою очередь, привело к популяризации «ослиных бургеров». Не в меньшей степени упрочению позиций люйжоу хошао в северокитайской кухне способствовали социально-экономические тяготы середины века, в результате которых такие виды мяса, как свинина, говядина и баранина стали просто не по карману для значительной части населения. Кроме того, в условиях резко повысившейся миграционной активности — миллионы людей в этот период покидали родные места в поисках лучшей доли — сыграла свою роль и большая устойчивость ослятины к прокисанию: лепёшка, начинённая ишачьим мясом, стала излюбленной дорожной снедью.
В наше время люйжоу хошао пользуется большей или меньшей популярностью почти по всему северу Китая. Наиболее значимое место это блюдо занимает в кухне провинции Хэбэй. Там звание «столиц ослиного бургера» оспаривают города Баодин и Хэцзянь, в каждом из которых люйжоу хошао принадлежит к числу основных кулинарных специалитетов. Нередко харчевни и лавки, торгующие лепёшками с ослятиной, можно встретить в Пекине и Тяньцзине. Некоторое распространение люйжоу хошао получили и в более южных районах Китая.
В некоторых местностях Хэбэя изготовление «ослиных бургеров» является достаточно значимой отраслью малого бизнеса, формируются ассоциации производителей и продавцов этого кушанья. Только в Хэцзяне, городе с населением чуть более 800 тысяч человек, объём реализации люйжоу хошао за 2018 год составил не менее 8 млрд юаней (около 1,1 млрд долл. США). С учётом быстрого роста популярности «ослиного бургера» местная профильная коммерческая ассоциация рассчитывает в обозримом будущем довести объём его продаж до 100 млрд юаней (около 14 млрд долл. США).

## Приготовление
С кулинарной точки зрения люйжоу хошао представляет собой весьма простое блюдо. Его название, которое переводится как «лепёшка с ослятиной» говорит само за себя: двумя составляющими кушанья являются жареное ослиное мясо и шаобин — жареная в масле достаточно толстая лепёшка из слоёного пшеничного теста, традиционная для северокитайской кухни. Часто шаобины, предназначенные для использования в люйжоу хошао, перед жаркой обмазываются топлёным ослиным салом.
Ослятина для люйжоу хошао жарится в растительном масле на воке или в противне. Для набивки лепёшек может использоваться как собственно мясо, так и субпродукты осла. Многие производители люйжоу хошао специализируются именно на последних, причём среди них, в свою очередь, в этом плане существуют различные предпочтения. Жареное мясо или субпродукты — а иногда смесь того и другого — рубятся на мелкие кусочки: обычно для этой цели используется широкий поварской секач, занимающий важное место в инструментарии китайской кухни. Некоторые повара при нарезке добавляют к постному мясу или субпродуктам шкварки из ослиного сала. Измельченная начинка набивается в шаобин, который перед этим разрезается продольно почти до конца — так, чтобы две половинки лепёшки представляли собой подобие кармана. Либо перед набивкой в лепёшку, либо уже непосредственно в шаобине ослятина, как правило обильно приправляется нашинкованным зелёным перцем чили и листьями кориандра. Иногда для приправы используется зелёный лук, а также другая зелень и специи.
Существуют две разновидности «ослиного бургера» — округлая и продолговатая. Первая из них считается кулинарным специалитетом Баодина, вторая — Хэцзяня. Это связано с тем, что в этих хэбэйских городах и их окрестностях шаобины традиционно имеют соответствующие формы. Иногда особо длинные «бургеры» по-хэцзяньски при подаче для удобства разрезают поперёк на несколько кусков. Кроме того, люйжоу хошао по-баодински и по-хэцзяньски отличаются температурой начинки: если в первый ослятину обычно кладут горячей, то во второй — остывшей.

## Подача и потребление
Люйжоу хошао может готовиться в домашних условиях, однако прежде всего оно является блюдом общественного питания, играющим важнейшую роль в фаст-фуде Хэбэя и северного Китая в целом. В Баодине — одиннадцатимиллионном мегаполисе — «ослиный бургер» присутствует в меню практически всех закусочных. Тысячи предприятий общепита — как традиционных харчевен, так и ресторанов современного типа, в том числе объединённых в сети — специализируются именно на этом кушанье. Такие рестораны можно также встретить в центральном и даже в южном Китае, однако уже в значительно меньших количествах. Кроме того, люйжоу хошао делают и продают прямо на улице — на рыночных прилавках и на передвижных лотках разносчиков. Как и многие блюда западного фаст-фуда, это кушанье часто едят на ходу или берут с собой для последующего перекуса — в дороге, на работе и т. д.